# Таблеточки
«Таблеточки» —український благодійний фонд, який надає допомогу дітям з онкологічними, гематологічними та іншими смертельно небезпечними хворобами.
Фонд працює в чотирьох напрямках: адресна допомога дітям та їхнім сім'ям, системна допомога дитячим онковідділенням, захист прав дітей, які долають рак, і підтримка та професійний розвиток медичного персоналу. Фонд «Таблеточки» працює за принципом краудфандингу і надає допомогу коштом благодійних внесків юридичних і фізичних осіб, а також грантових внесків.
Фонд засновано у 2011 році. За весь час роботи фонду 7 500 дітей отримали адресну допомогу на суму у понад 864 мільйонів гривень.
Місія фонду — створювати умови для медичної і психологічної допомоги, та повноцінного життя українських родин, які зіткнулись з дитячим раком, під час та після лікування.

## Історія
Історія фонду почалася у 2011 році з кількох пакунків відсутніх в Україні ліків, які Ольга Кудіненко привезла з Іспанії для дітей з онкозахворюваннями. Пізніше Ольга створила сторінку «Таблеточок» у соціальній мережі Facebook, щоб інші могли дізнаватися про потреби дітей і допомагати так само. 
У 2013—2017 роках фонд покращив контроль за донорською кров'ю в державних лікарнях, запустив програми психологічної допомоги, дитячої паліативної допомоги та каністерапії. Були розпочаті численні благодійні проєкти, почалася співпраця з іноземними лікарнями та благодійними фондами.
Інші програми фонду передбачають закупівлю медичного обладнання, проведення модернізації та ремонту у відділеннях лікарень, різні види терапевтичних програм, а також навчання медичного персоналу.
Щомісячно під опікою фонду перебувають 400 дітей та 12 лікарень. 

## Робота фонду під час повномасштабного вторгнення
У 2022 році, після початку повномасштабного вторгнення, фонд розширив свою роботу, зокрема гуманітарне направлення. «Таблеточки», у співпраці з лікарнею St.Jude, урядом Польщі та іншими партнерами, організували евакуацію онкохворих дітей за кордон для проходження лікування. Окрім того, фонд підтримував прифронтові лікарні та військовий шпиталь, закуповував аптечки для військових, організував евакуацію дітей-сиріт тощо.
Попри війну, фонд реалізує освітні програми для українських лікарів: за 2022 рік 125 медичних працівників отримали нові знання та підвищили кваліфікацію у провідних клініках Нідерландів, Іспанії, Німеччини, Польщі, Чехії та Туреччини.
Окремо можна виділити закупку нового вузькоспеціалізованого обладнання для лікарень: асептичні бокси-кімнати, систему для Рентгенівського опромінення компонентів крові, нейрохірургічний мікроскоп, тощо.

## Благодійні проєкти
З метою залучення коштів та підвищення інформованості населення щодо питань дитячої онкології, фонд запустив ряд благодійних проєктів. Деякі з них діють на постійній або щорічній основі.
- Завдяки ініціативній групі у складі Фонду родини Загорій, благодійного фонду «Таблеточки», «Клубу Добродіїв», а також Українського форуму благодійників у 2018 році Україна долучилася до щорічної міжнародної благодійної акції Щедрий вівторок, який спонукає людей до благодійності. Одна з регулярних кампаній, що відбувається в рамках цієї акції, це Tabletochki Giving Tuesday Dinner — благодійна вечеря фонду у Щедрий Вівторок, під час якої благодійники збирають кошти на допомогу дітям. Завдяки коштам, зібраним у 2018 та 2019 роках, дитяча лікарня «Охматдит» отримала сучасне обладнання[16]. У 2021 році зібрані кошти були спрямовані на придбання рентгенівської системи для опромінення компонентів крові для Західноукраїнського спеціалізованого дитячого медичного центру у Львові та інші потреби дітей.
- «Дарунки на здоров'я» — щорічна передноворічна акція фонду, під час якої можна «оплатити» дітям, які борються з раком, подарунок у вигляді ліків та іншої допомоги, зробивши благодійний внесок[17][18].
- «Мене це стосується. А тебе?» — у  2020 і 2021 роках українці допомагали підопічним фонду, беручи участь у всеукраїнській благодійній акції в мережі АТБ-маркет. У 2020 році вдалося зібрати 10 мільйонів гривень[19], які пізніше були спрямовані на допомогу 10 онкоцентрам України. Акцію підтримали українські співаки Оля Полякова та DZIDZIO[20]. У 2021 році зібрали 29,5 мільйонів гривень[21].
- «Монетки дітям» — благодійна ініціатива фонду, під час якої школи і трудові колективи збирали монети і перераховували їх на допомогу онкохворим дітям[22][23]. У 2021 році акція пройшла за підтримки Національного банку України та зібрала 3 мільйони гривень[24].
- «Таблеточки у лікаря» — серія щотижневих інтерв'ю з лікарями різних спеціальностей, направлена на підвищення обізнаності населення щодо хвороб, в тому числі онкологічних[25].
- «Як я живу на твої гроші» — благодійна акція фонду націлена на збір коштів та популяризацію благодійності серед населення[26].
- «Благодійність замість квітів» — щорічна благодійна акція фонду до 1 Вересня, під час якої сім'ї школярів перераховують кошти на допомогу підопічним фонду замість купівлі букетів учителям[27].

## Законотворча діяльність
«Таблеточки» співпрацюють із державою, громадським сектором і іншими благодійними фондами. Зокрема, за участі фонду реалізовувалися такі ініціативи та проєкти:
- Національна стратегія контролю онкологічних захворювань до 2030 року. Експерти фонду прописали розділи, що стосуються дитячої онкології, в цій стратегії і Операційному плані на її виконання. Вперше в Україні ця Нацстратегія враховує потреби дітей з онкозахворюваннями.
- Телеком-благодійність. Разом з іншими організаціями фонд лобіював впровадження в Україні благодійних СМС і зміни в законодавстві, які б звільнили такі СМС від оподаткування[28].
- Адвокаційна кампанія #пуститевреанимацию. У 2015 році низка громадських активістів і організацій, серед яких були «Таблеточки», об'єдналися, щоб домогтися вільного допуску відвідувачів до українських реанімацій[29]. Результатом кампанії став Наказ Міністерства охорони здоров'я України № 592 від 15.06.2016, який дозволив відвідувачам бути поруч із пацієнтами реанімацій цілодобово[30].
- Разом із НДСЛ «Охматдит»[31], МОЗ, Верховною Радою України, благодійним фондом «Український реєстр донорів кісткового мозку» та іншими партнерами запустили в Україні трансплантації кісткового мозку від неродинного донора[32].
- За підтримки НДО, органів державної влади, волонтерів та юристів, фонд домігся розширення переліку ліків для онкохворих дітей, які закуповуються за державні кошти. В тому числі фонд адвокатував державне фінансування препарату Ервіназа[33].
- У 2023 році фонд підписав меморандум з Міністерством охорони здоров'я України. Це продовження документа, підписаного у 2017 році[34].

## Міжнародні партнерства
Фонд є членом міжнародних асоціацій і співпрацює з лікарнями Європи, Америки і Близького Сходу:
- Union for International Cancer Control — союз об'єднує міністерства охорони здоров'я, дослідницькі інститути, пацієнтські організації та інших партнерів у 170 країнах, щоб зміцнювати зусилля для подолання раку у світі[35].
- Childhood Cancer International — найбільша у світі організація, яка об'єднує громадські організації та пацієнтські спільноти у більше ніж 90 країнах світу для боротьби з дитячим раком[36].
- Науково-дослідна лікарня для онкохворих дітей St. Jude Children's Research Hospital (Мемфіс, США). Фонд співпрацює з лікарнею та її благодійним фондом American Lebanese Syrian Associated Charities (ALSAC) в рамках Глобального альянсу — ініціативи Всесвітньої організації охорони здоров'я і St. Jude Children's Research Hospital. Мета ініціативи — досягнути рівня виживання онкохворих дітей у світі щонайменше 60 % до 2030 року[37].
- Дитяча лікарня SickKids — найбільша в Канаді дитяча лікарня, в якій лікують дітей з важкими хворобами, в тому числі з раком. Спільно з лікарями SickKids фонд організовує навчання і консультації для українських онкологів і нейрохірургів, а також співпрацює з благодійним фондом лікарні SickKids Foundation[38].
- Princess Máxima Center — найбільший дитячий онкоцентр в Європі.
- King Hussein Cancer Center — провідна лікарня Йорданії і всього Близького Сходу для дорослих і дітей з раком[39].

## Нагороди
SABRE Awards EMEA:
- Золото в категорії «Word of Mouth», проєкт: Благодійний забіг Dobrorun (2021)[40]

Effie Awards Ukraine:
- Золото в номінації «Найкраща команда з маркетингу» в категорії «Соціальні організації та благодійні фонди» (2019)[41]
- Золото в номінації «Соціальна реклама та благодійність», «Кампанії з ефективним використанням SMM» (2018)[42]

Національний конкурс «Благодійна Україна»:
- 1-е місце в номінації «Платформа добра» (2020)[43]
- 2-е місце в номінації «Національна благодійність» (2019)[44]
- 1-е місце в номінації «Благодійність в охороні здоров'я» (2018)[45]
- 1-е місце в номінації «Національна благодійність» (2017)[46]
- 2-е місце в номінації «Інновації у благодійних організаціях» (2016)
- 3-є місце в Національному експертному опитуванні «Розвиток благодійної діяльності в Україні — 2013». Номінація: «Найбільш відкрита і прозора благодійність в Україні» (2014)

European Communications Awards:
- Переможець у Європейській комунікаційній премії за реалізацію адвокаційної кампанії #пуститевреанимацю (2017)[47]

Всесвітній комунікаційний форум в Давосі:
- Засновниця фонду Ольга Єрмолаєва (Кудіненко) — переможець у категорії: Communication for Future Awardee for Relations of the Future (2016)[48]

Національний рейтинг благодійників:
- Лідер в номінації: Кількість залучених волонтерів у 2015 році (2016)
- Лідер в номінації «Динаміка зростання витрат на благодійність у 2013/2014 році» (2015)[49]

## Партнерства
Українські приватні та державні компанії, а також українські представництва міжнародних компаній регулярно проводять благодійні акції, зокрема із залученням своїх клієнтів, на допомогу підопічним фонду. Дітям допомагають Ощадбанк, Монобанк, ПриватБанк, Mastercard, Choose Love, Uber, La Roche-Posay,  Save the Children, АЛЛО, Астерс, Bolt, Canva, SAP та інші.

## Амбасадори
Наразі у «Таблеточок» два офіційні амбасадори. У листопаді 2020 року амбасадоркою фонду стала співачка Настя Каменських. У листопаді 2021 року цей статус також отримала співачка Злата Огнєвіч.